# Cyrtauchenius walckenaeri
Cyrtauchenius walckenaeri is een spinnensoort uit de familie Cyrtaucheniidae. De soort komt voor in het Middellandse Zee-gebied.